# Zhang Fengliu
Zhang Fengliu (chinesisch 张凤柳, Pinyin Zhāng Fèngliǔ; * 15. November 1989 in Chaoyang (Liaoning)) ist eine chinesische Ringenin. Sie wurde 2013 Weltmeisterin in der Gewichtsklasse bis 72 kg Körpergewicht.

## Werdegang
Zhang Fengliu gehört dem Ringerclub Liao Ning Wuhan an. Sie begann dort als Jugendliche mit dem Ringen und wird hauptsächlich von Lu Hai trainiert. Die 1,68 Meter große Athletin wuchs im Laufe ihrer Karriere in die schwerste Gewichtsklasse beim Frauenringen, der bis 72 kg Körpergewicht, hinein. Sie ist Studentin.
Sie erschien im Jahre 2007 erstmals auf der internationalen Ringermatte. Dabei wurde sie in Krasnojarsk in der Gewichtsklasse bis 67 kg Welt-Cup-Siegerin vor Jelena Iwanowna Perepelkina, Russland. Im gleichen Jahr wurde sie bei der Junioren-Weltmeisterschaft (Juniors) in Peking in der Gewichtsklasse bis 67 kg Vize-Weltmeisterin. Im Finale unterlag sie der Russin Natalja Lauschkina.
2008 belegte sie bei der Asienmeisterschaft in Jeju Island/Südkorea in der Gewichtsklasse bis 67 kg hinter Mami Shinkai, Japan und Otschirbatyn Nasanburmaa aus der Mongolei den 3. Platz. Ein Start bei den Olympischen Spielen 2008 in Peking kam für sie nicht in Frage, weil die Gewichtsklasse bis 67 kg nicht olympisch ist. Sie wurde aber bei der nach den Olympischen Spielen zusätzlich stattfindenden Weltmeisterschaft in Tokio eingesetzt. Sie besiegte dort Choe Jin-suk aus Südkorea, verlor aber ihren zweiten Kampf gegen Otschirbatyn Nasanburmaa und schied, weil diese das Finale nicht erreichte, aus. Sie kam damit auf den 7. Platz.
2009 gewann Zhang bei der Asienmeisterschaft in Pattaya, dieses Mal in der Gewichtsklasse bis 63 kg, hinter Mio Nishimaki aus Japan und Wilaiwan Thongkam, Thailand, wieder eine Bronzemedaille.
Danach kam sie bis 2013 zu keinen internationalen Einsätzen mehr. Im Januar stand sie in der chinesischen Mannschaft, die an den "Dave-Schultz"-Memorials in Colorado Springs teilnahm. Dort gewann sie in der Klasse bis 72 kg vor Adeline Gray aus den Vereinigten Staaten und ihrer Landsfrau Hong Yan. Im März 2013 belegte sie im Welt-Cup in Ulan-Bator hinter Hiroe Suzuki aus Japan den 2. Platz. Im September 2013 wurde Zhang Fengliu dann bei der Weltmeisterschaft in Budapest in der Gewichtsklasse bis 72 kg eingesetzt. Sie besiegte dort Güsel Manjurowa, Kasachstan, Adeline Gray und Yasemin Adar aus der Türkei und stand damit im Finale gegen die Olympiasiegerin von 2012 Natalja Worobjewa aus Russland. Die beiden ersten Runden dieses Kampfes wurden von jeweils einer der Ringerinnen gewonnen. In der dritten Runde sah dann schon alles nach einem Punktsieg von Natalja Worobjewa, die kurz vor Schluss mit 5:3 Punkten führte. Dann gelang Zhang ein Konter und Natalja Worobjewa landete auf den Schultern. Zhang Fenglin wurde damit Weltmeisterin.
2014 und 2015 erreichte Zhang Fengliu bei einigen internationalen stark besetzten Turnieren gute Platzierungen, kam aber bei keiner internationalen Meisterschaft zum Einsatz, die Konkurrenz in China ist groß. 2016 gelang es ihr aber in China den Startplatz bei den Olympischen Spielen in Rio de Janeiro, den ihre Mannschaftskameradin Zhou Qian durch einen 2. Platz bei der Weltmeisterschaft 2015 in Las Vegas erkämpft hatte, zu besetzen. In Rio siegte sie in der Gewichtsklasse bis 75 kg gegen Epp Mae, Estland, verlor dann gegen Erica Wiebe aus Kanada, konnte aber in der Trostrunde weiterringen, weil Erica Wiebe den Endkampf erreichte. in dieser Trostrunde sicherte sich Zhang Fengliu dann durch Siege über Maria Selmaier, Deutschland und Wassilisa Marsaliuk aus Weißrussland eine Bronzemedaille.
Im November 2016 startete sie noch beim Golden-Grand-Prix in Baku, bei dem sie hinter ihrer Landsfrau Qiandegenchagan den 2. Platz belegte. Danach beendete sie ihre Karriere als Rrin.

## Internationale Erfolge
| Jahr | Platz  | Wettbewerb                                  | Gewichtsklasse | Ergebnisse |
| 2007 | 1.     | Welt-Cup in Krasnojarsk                     | bis 67 kg      | vor Elena Perepelkina, Russland, Irina Schauzowa, Weißrussland und Yoshiko Imnoue, Japan                                                           |
| 2007 | 2.     | Junioren-WM (Juniors) in Peking             | bis 67 kg      | hinter Natalja Lauschkina, Russland, vor Otschirbatyn Nasanburmaa, Mongolei und Emma Weberg, Schweden                                              |
| 2007 | 2.     | Chinese City-Games                          | bis 63 kg      | hinter Luo Ping, China |
| 2008 | 3.     | Asienmeisterschaft in Jeju Island/Südkorea  | bis 67 kg      | hinter Mami Shinkai, Japan und Otschirbatyn Nasanburmaa                                                                                            |
| 2008 | 7.     | WM in Tokio                                 | bis 67 kg      | nach einem Sieg über Choe Jin-suk, Südkorea und einer Niederlage gegen Otschirbatyn Nasanburmaa                                                    |
| 2009 | 3.     | Asienmeisterschaft in Pattaya               | bis 63 kg      | hinter Mio Nishimaki, Japan und Wilaiwan Thongkam, Thailand                                                                                        |
| 2013 | 1.     | "Dave-Schultz"-Memorial in Colorado Springs | bis 72 kg      | vor Adeline Gray, USA und Hong Yan, China |
| 2013 | 2.     | Welt-Cup in Ulan-Bator                      | bis 72 kg      | hinter Hiroe Suzuki, Japan, vor Badrachyn Odontschimeg, Mongolei und Galina Lewtschenko, Weißrussland                                              |
| 2013 | 1.     | WM in Budapest                              | bis 72 kg      | nach Siegen über Gousel Manjurowa, Kasachstan, Adeline Gray, Yasemin Adar, Türkei und Natalja Witaljewna Worobjowa, Russland                       |
| 2014 | 2.     | "Dave-Schultz"-Memorial in Colorado Springs | bis 75 kg      | hinter Erica Wiebe, Kanada, vor Victoria Francis, USA                                                                                              |
| 2015 | 3.     | Grand Prix von Paris                        | bis 75 kg      | hinter Zhou Qian, China und Epp Mae, Estland, gemeinsam mit Chiandeenchagan, China                                                                 |
| 2015 | 2.     | Klippan-Lady-Open                           | bis 75 kg      | hinter Erica Wiebe, vor Qiandegenchagan und Wang Juan, beide China                                                                                 |
| 2015 | 7.     | Grand-Prix von Spanien in Madrid            | bis 75 kg      | Siegerin: Erica Wiebe vor Güsel Manjurowa, Kasachstan                                                                                              |
| 2016 | 3.     | UWW-Test-Turnier in Rio de Janeiro          | bis 75 kg      | hinter Adeline Gray und Erica Wiebe, gemeinsam mit Adeline da Silva Ferreira, Brasilien                                                            |
| 2016 | Bronze | OS in Rio de Janeiro                        | bis 75 kg      | nach einem Sieg über Epp Mae, einer Niederlage gegen Erica Wiebe und Siegen über Maria Selmaier, Deutschland und Wassilisa Marsaliuk, Weißrussland |
| 2016 | 2.     | Golden-Grand-Prix in Baku                   | bis 75 kg      | hinter Qiandegenchagan, vor Irina Kasjulina und Jelena Perepelnik, beide Russland                                                                  |

Erläuterungen
- alle Wettkämpfe im freien Stil
- OS = Olympische Spiele, WM = Weltmeisterschaft